# Organoaluminiumchemie
In de strikte zin van het woord bestudeert de organoaluminiumchemie verbindingen waarin een directe binding optreedt tussen koolstof en aluminium. In een ruimere betekenis worden ook organische reacties bestudeerd waarin aluminium een essentiële rol speelt. Omdat aluminium een metaal is, kan de organoaluminiumchemie als een subdiscipline van de organometaalchemie gezien worden. Belangrijk organoaluminiumverbindingen zijn: trimethylaluminium, tri-ethylaluminium en het Tebbe-reagens. Het chemische gedrag van de verbindingen kan verstaan worden vanuit de dynamische eigenschappen (zie Structuur en binding) van de binding tussen koolstof en aluminium en de grote lewiszuursterkte van de drie-gecoördineerde monomere stoffen. De organoaluminum-verbindingen worden met name industrieel toegepast bij de productie van polyenen.

## Geschiedenis
De eerste organoaluminiumverbinding, Et3Al2I3 is al in 1859 ontdekt. Tot de jaren 50 van de 20e eeuw waren het echter vooral laboratoriumcuriositeiten. In die periode werd door de researchgroep rond Karl Ziegler de directe syntheseroute naar trialkylaluminium-verbindingen ontdekt evenals de katalytische mogelijkheden van de verbindingen in de polymerisatie van alkenen. De katalysatoren zijn bekend geworden onder de naam Ziegler-Natta-katalysatoren. De ontdekkingen resulteerden in 1972 in de Nobelprijs voor Ziegler and Guido Natta.

## Structuur en binding
In het algemeen heeft aluminium in organoaluminiumverbindingen een coördinatiegetal van 3 of 4. In overeenstemming met de octetregel zijn veel aluminiumverbindingen tetraëdrisch. Op grond van zijn plaats in het periodiek systeem, direct onder boor, zou eenzelfde structuur verwacht kunnen worden als bij organoboorverbindingen. In tegenstelling tot het kleinere boor, heeft aluminium geen problemen met de grootte van de organische liganden. Wel vormen ook de meeste triorganoaluminiumverbindingen dimeren, waarbij één paar liganden aan beide aluminiumatomen coördineert. Tri-ethylaluminium zou eigenlijk hexaethyldialuminium genoemd moeten worden: Al2(C2H5)4(μ-C2H5)2. De binding tussen de aluminiumatomen en de brugvormende ligand kan beschreven worden als 3-center-2-elektronbinding. In de verbinding is de verhouding tussen het aantal aluminiumatomen en het aantal ethylgroepen 1:3, het molecuul bevat als dimeer echter 2 aluminiumatomen en zes ethylgroepen.
Als andere liganden aan aluminium gebonden zijn, waterstof of halogenen, dan vervullen die meestal de rol van brug tussen de aluminiumatomen. Het coördinatiegetal 3 treedt op als de organische groepen hoge ruimtelijke eisen stellen: Al(Mes)3 (Mes = 2,4,6-Me3C6H2 of mesityl) en Al(isobutyl)3 zijn daardoor monomeer.
De verbindingen hebben vaak een dynamische structuur: de bruggen en de eindstandige liganden verwisselen makkelijk van plaats. Al−C−Al bruggen met een snelle Al-methyluitwisseling bestaan in niet-basische oplosmiddelen wat bijvoorbeeld blijkt uit het proton-NMR. Bij −25 °C bestaat het 1H NMR spectrum van Me6Al2 uit twee signalen met een verhouding van 1:2. Bij +20 °C, is slechts één signaal te zien doordat de uitwisseling van de brug- en de eindstandige methylgroepen te snel gaat om met behulp van NMR waar te nemen. De sterkte als Lewiszuur is direct gerelateerd aan de neiging van aluminium om zijn valentieschil tot 8 elektronen uit te bouwen.

## Synthese
Industrieel kunnen eenvoudige alkylaluminiumverbindingen (methyl, ethyl, etc ) bereid worden door het alkyleren van aluminiumpoeder:
2 Al + 3 CH3Cl → (CH3)3Al2Cl3
De verbinding (CH3)3Al2Cl3 wordt tot de sesquichloriden gerekend omdat, gemiddeld, bij elk aluminiumion 1.5 chlorideion aanwezig is. Via thermisch geïnitieerde metathesereactie kunnen de gemengde halogeniden omgezet worden in triorganoaluminiumverbindingen:
2 (CH3)3Al2Cl3 + 6 Na → (CH3)6Al2 + 2 Al + 3 NaCl
Deze syntheseroute wordt onder andere toegepast in de productie van trimethylaluminium.
De doorbraak in de synthese die Ziegler realiseerde was de directe reactie tussen sommige eindstandige alkenen en aluminium in aanwezigheid van waterstofgas. Het proces verloopt in twee stappen. In de eerste stap ontstaan dialkylaluminiumhydriden:
3 Al + 3/2 H2 + 6 CH2=CHR → [HAl(CH2CHR)2]3
Niet te grote alkylgroepen geven in dit stadium trimere verbindingen. In de volgende stap worden de trimeren met meer alkeen behandeld, waarbij hydroaluminatie optreedt:
2 [HAl(CH2CHR)2]3 + 3 CH2=CHR → 3 Al2(CH2CHR)3
Het dimere Di-isobutylaluminiumhydride wordt via een hydride-eliminatie uit tri-isobutylaluminium verkregen:
2 i-Bu3Al → (i-Bu2AlH)2 + 2 (CH3)2C=CH2

### Synthese in het laboratorium
De eenvoudige organoaluminiumverbindingen zijn commercieel en tegen acceptabele prijzen verkrijgbaar. Toch is er een groot aantal methoden ontwikkeld om deze verbindingen op laboratoriumschaal te bereiden, waaronder metathese reacties en transmetalatie.
- Metathese van aluminiumchloride met RLi of RMgX leidt tot de trialkylverbindingen:

AlCl3 + 3 BuLi → Bu3Al + 3 LiCl
- Transmetalatie

2 Al + 3 HgPh2 → 2 AlPh3 + 3 Hg

## Reacties
- Organoaluminiumverbindingen zijn harde zuren die makkelijk complexen vormen met basen zoals pyridine, THF en amines.
- De verbindingen reageren met protonzuren, waarbij het organische deel van het molecuul als base optreedt:

AlR'3 + ROH → (R'2Al−OR)n + R'H
- Aan dubbele bindingen (C=C) treedt hydroaluminatie op.
- Industrieel worden organoaluminiumverbindingen als katalysator gebruikt in de polymerisatie van alkenen tot polyolefinen. Een voorbeeld van een dergelijke katalysator is methylaluminoxane.

## Organoaluminium met andere valenties dan 3+
De eerste organoaluminiumverbindingen met een directe binding tussen twee aluminiumatomen, Al-Al en daarmee met een formele valentie van 2, werd in 1988 gesynthetiseerd: (((Me3Si)2CH)2Al)2 (een dialaan) als reductieproduct van ((Me3Si)2CH)2Al met metallisch kalium. Een andere belangrijke groep alanen wordt gevormd door de tetra-alanen waarin een tetrahedraankern zoals in (Cp*Al)4 of ((Me3Si3C)Al)4 optreedt

## Navigatie
Navigatie Koolstof-elementbinding